# Elecciones generales del Reino Unido de 1885
Las elecciones generales del Reino Unido de 1885 tuvieron lugar entre el 24 de noviembre y el 18 de diciembre de 1885. Fueron las primeras elecciones celebradas tras la extensión del sufragio y la redistribución de los escaños, atendiendo a criterios modernos. Fue la primera ocasión en que la mayoría de los varones adultos pudieron votar. Los liberales, liderados por William Ewart Gladstone, ganaron en número de representantes pero no obtuvieron una mayoría suficiente. Debido a que los nacionalistas irlandeses eran dueños de la situación, y a las exacerbadas divisiones que se produjeron en el Partido Liberal debido a la cuestión irlandesa se decidiría convocar elecciones para el año siguiente.

## Resultados
| ← Elecciones generales del Reino Unido (1885) →    |           |      |       |         |      |
| Partido                                            | Votos     | %    | Dif.  | Escaños | Dif. |
| Partido Liberal                                    | 2.199.198 | 47,4 | -7,3% | 319     | -33  |
| Partido Conservador                                | 2.020.927 | 43,5 | +1,0% | 247     | +10  |
| Partido Parlamentario Irlandés                     | 310.608   | 6,9  | +4,1% | 86      | +23  |
| Independientes Liberales                           | 55.652    | 1,3  |       | 11      | +11  |
| Independientes Liberales Agarios (Crofters)        | 16.551    | 0,4  |       | 4       | +4   |
| Independientes Conservadores                       | 12.599    | 0,3  |       | 2       | +2   |
| Independientes Liberal-Laboristas                  | 8.232     | 0,2  |       | 1       | +1   |
| Independientes                                     | 6.570     | 0,1  |       | 0       | =    |
| Independientes Nacionalistas                       | 2.889     | 0,1  |       | 0       | =    |
| Partido Escocés para la Restitución de las Tierras | 2.359     | 0,0  |       | 0       | =    |
| Leales Irlandeses                                  | 1.869     | 0,0  |       | 0       | =    |
| Federación Social Demócrata                        | 657       | 0,0  |       | 0       | =    |

Votos totales: 4.638.235. Se muestran los resultados de todos los partidos.